# Chaetopelma gardineri
Chaetopelma gardineri är en spindelart som beskrevs av Hirst 1911. Chaetopelma gardineri ingår i släktet Chaetopelma och familjen fågelspindlar.
Artens utbredningsområde är Seychellerna. Inga underarter finns listade i Catalogue of Life.